# Cataenococcus subcorticis
Cataenococcus subcorticis är en insektsart som först beskrevs av Morrison 1922.  Cataenococcus subcorticis ingår i släktet Cataenococcus och familjen ullsköldlöss.
Artens utbredningsområde är Guyana. Inga underarter finns listade i Catalogue of Life.